# Notoreas insignis
Notoreas insignis är en fjärilsart som beskrevs av Butler 1877. Notoreas insignis ingår i släktet Notoreas och familjen mätare. Inga underarter finns listade i Catalogue of Life.